# Arne (Dorset)
Pour les articles homonymes, voir Arne.
Arne est une paroisse civile et un village du Dorset, en Angleterre.